# Elecciones generales de San Cristóbal-Nieves-Anguila de 1957
Elecciones generales tuverion lugar en San Cristóbal-Nieves-Anguila el 6 de noviembre de 1957. El resultado fue una victoria para el Partido Laborista de San Cristóbal y Nieves, el cual ganó cinco de los ocho escaños.

## Resultados
| Partido                                     | Votos | %    | Escaños | +/-   |
| ------------------------------------------- | ----- | ---- | ------- | ----- |
| Partido Laborista de San Cristóbal y Nieves | 5 270 | 53,6 | 5       | -3    |
| Partido Democrático de San Cristóbal        | 905   | 9,2  | 0       | Nuevo |
| Independientes                              | 3 658 | 37,2 | 3       | +3    |
| Votos en blanco/nulos                       |       | –    | –       | –     |
| Total                                       | 9 833 | 100  | 8       | 0     |
| Fuente: Nohlen                              |       |      |         |       |